# Einlaß

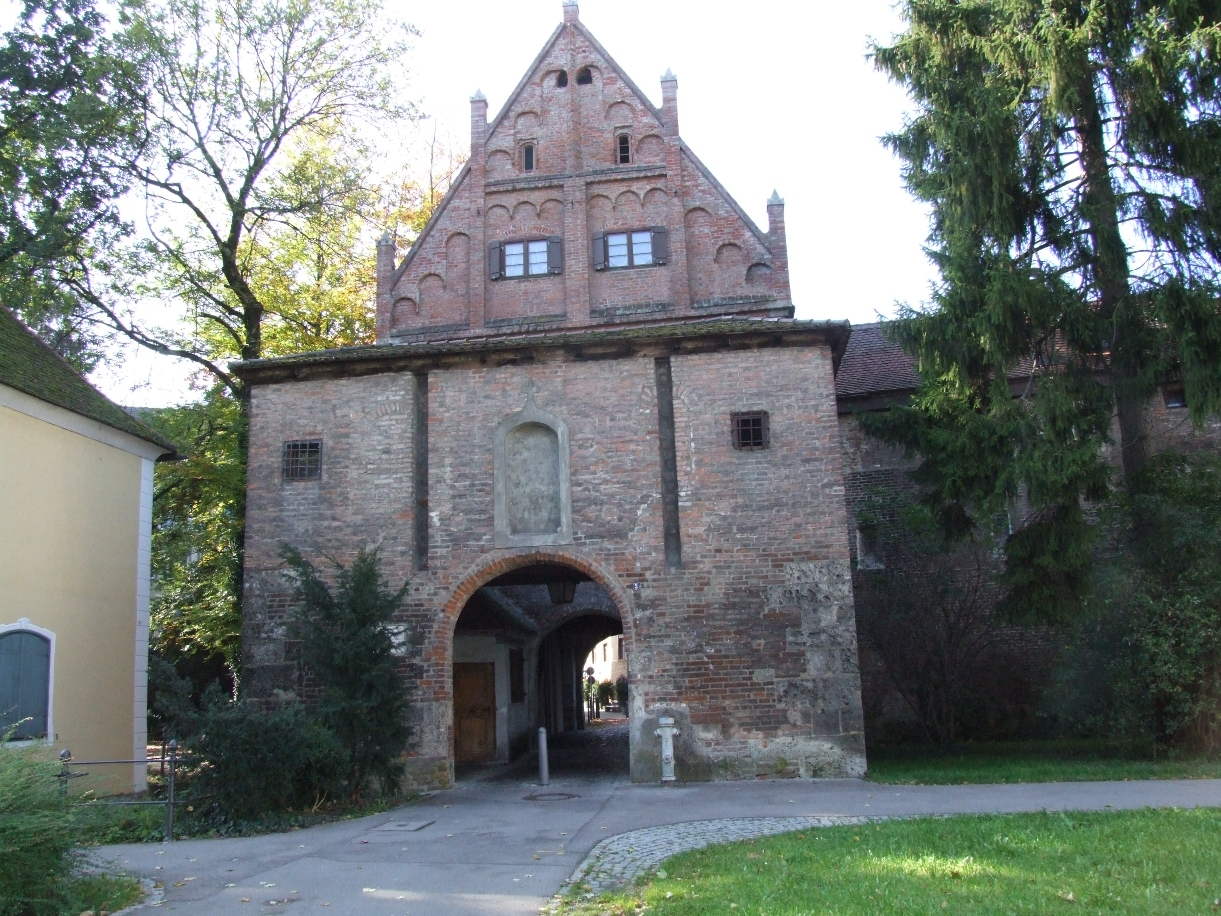
Der Einlaß

Der Einlaß ist eine unter Denkmalschutz stehende komplexe Toranlage der oberschwäbischen Stadt Memmingen.

## Lage
Das Tor steht an der Ostseite der sogenannten Ulmer Vorstadt nahe dem Bettelturm. An den Einlaß grenzt der Zollergarten an.

## Aussehen
Der Einlaß ist eine aus der Gotik stammende, aus Ziegeln gemauerte komplexe und mehrgliedrige Toranlage. Sie ist unverputzt und nur mit wenig Zierwerk versehen. Aufgrund seiner typischen schwäbischen Bauweise zählt es zu den schönsten erhaltenen Toren Deutschlands.

## Geschichte

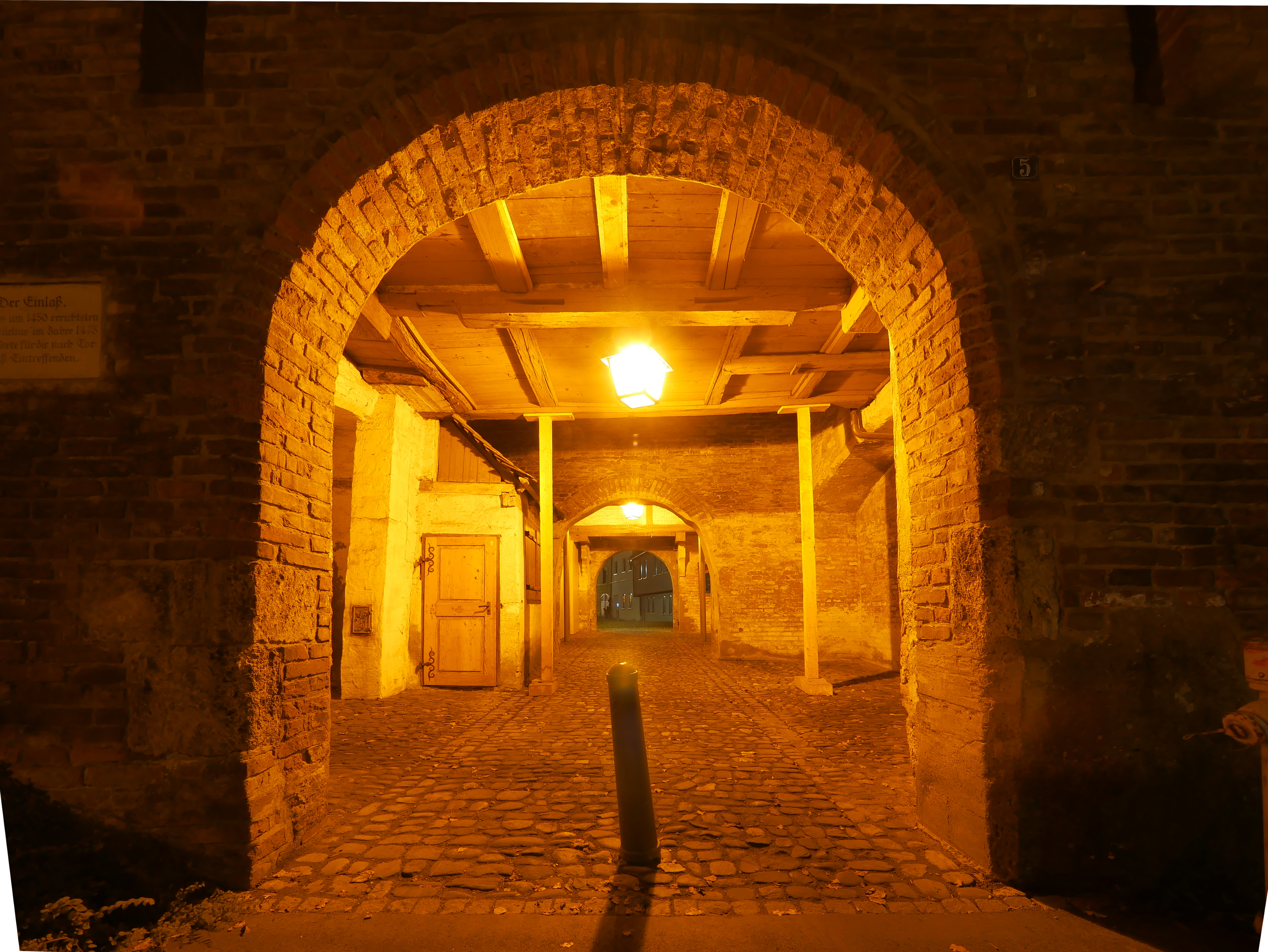
Torinneres

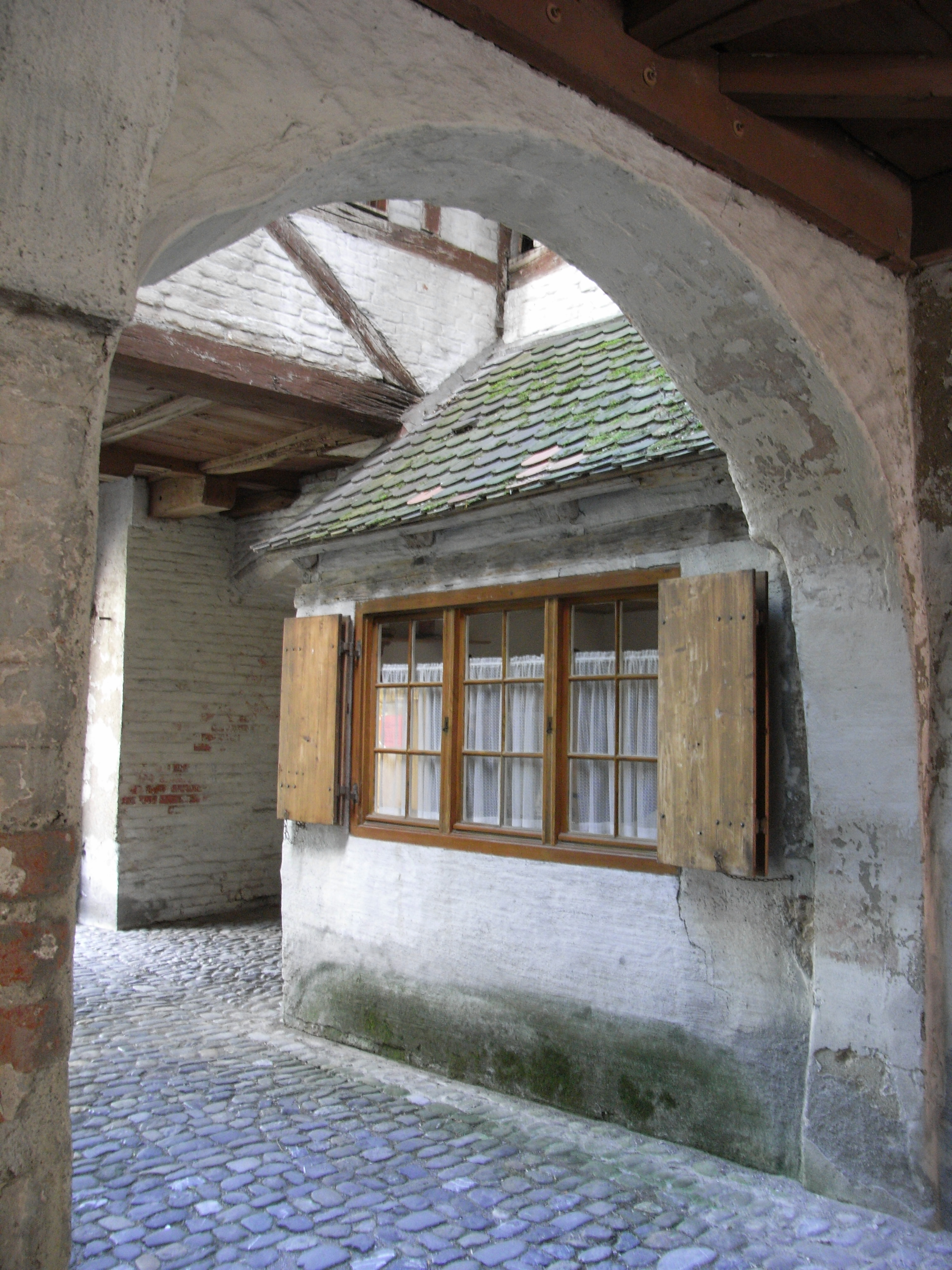
Blick auf das Wächterstübchen

Bereits bei der Umwallung der Ulmer Vorstadt konnten Fußgänger, die nach Torschluss eintrafen, durch ein Diemerstürlins genanntes Törchen eingelassen werden. 1475 baute man an dieser Stelle ein stattliches Eingangstor. Vor dem Einlaß befand sich der relativ breite, immer geflutete Stadtgraben. Erst wenn die Wachen keine Gefahr sahen, ließen sie die Zugbrücke gegen eine Gebühr herunter, um den Spätankommenden den Zutritt zum dahinterliegenden Zwinger zu gewähren. Während Personen und mitgeführte Wagen durchsucht wurden, warteten auf dem Wehrgang städtische Soldaten, um einen eventuellen Angriff abzuwehren. Gegen eine weitere Gebühr wurde das Haupttor geöffnet, und gegen eine dritte Gebühr (auch Zoll genannt) wurden die Ankömmlinge untersucht. Erst als sie die Genehmigung zum Eintritt in die Stadt erhielten, gelangten sie in die Ulmer Vorstadt. Dort mussten sie warten, bis am nächsten Morgen das Notzentor geöffnet wurde, von dem aus sie in die Innenstadt gelangten.
Das Wächterstübchen und das Tor wurden trotz des Fehlens von elektrischem Strom und sanitären Anlagen noch bis vor ein paar Jahren von einer älteren Dame bewohnt.